# Държавен ансамбъл за народни песни и танци „Пирин“
Вижте пояснителната страница за други значения на Пирин.
Държавен ансамбъл за народни песни и танци „Пирин“ е основан през 1954 г. в Благоевград. Ансамбълът се състои от народен хор, оркестър и танцов състав. Дейността му е свързана със сценично претворяване и популяризиране на обработен фолклор от Пиринския край, но ансамбълът изпълнява народни песни и от останалата част на македонската фолклорна област, която се намира в Гърция и Северна Македония, както и от други области на България.
Ръководител на ансамбъла при създаването му е диригентът на хора Златко Коцев. Първи диригент на оркестъра е Александър Кокарешков, а ръководител на танцовия състав е Божидар Янев. От 1956 г. главен художествен ръководител и диригент на хора е Кирил Стефанов. Той стабилизира ансамбъла и го изгражда му като самостоятелна формация. В началото на дейността си ансамбъл „Пирин“ се ръководи от опита на Държавния ансамбъл за народни песни и танци в София. Принос на ансамбъла в сценичното претворяване на фолклора е обединяването на отделните номера от програмата в цялостен спектакъл. Непрекъснато обогатява репертоара си. Сътрудници за дейността му са композиторите Ст. Кънев, Николай Кауфман, Красимир Кюркчийски, Коста Колев, Н. Стойков; хореографите Кирил Дженев, М. Кутев, Д. П. Димитров и др.
Художествените търсения на хореографите Кирил Харалампиев, Костадин Руйчев, Т. Бекирски, на диригента на оркестъра Ст. Стоянов, на сценографа Васил Докев са насочени към съчетаване на съвременната тема с традиционното народно изкуство.
Ансамбълът при ръководството на проф. Кирил Стефанов осъществява над 6000 концертни изяви в над 55 страни по всички континенти на света. Публиката надвишава 6 милиона зрители и слушатели. Над 100 издания са отбелязали художествените изяви на ансамбъла.
Към 1967 година има общо 60 народни певици, инструменталисти и танцьори.
Репертоарът на хора включва десетки акапелни песни и песни в съпровод на оркестър.
През 2019 година ансамбълът отбелязва 65 години от създаването си; с настоящ ръководител Данислав Кехайов – приемник на Кирил Стефанов.

## Награди
- Награда от международен фестивал в Картаген, 1965[4]
- „Златната плоча“ на град Нешвил, 1982
- „Грами“, 1990, за участие във втория албум „Мистерията на българските гласове“ на Марсел Селие
- Награда от международен фестивал в Тирана, 2003
- През 2012 година получава Награда „Нестинарка“ на Международния фолклорен фестивал в Бургас.[5]
- 2015: Агридженто, Италия, 60-ти фестивал за международен фолклор, 16 – 23 февруари, първа награда в раздел „Танци“ и награда за най-красива жена в национална носия „Мис Примавера“, връчена на представителки на Хърватия и на Тайланд заедно с Нина Шопска от ансамбъл „Пирин“[6]
- Първо място от Световния фолклорен фестивал „Майорка“, Балеарски острови, Испания, 2019[7][8]
- На 28.03.2023 г. на концерта „Аз съм Пирин…“ в гр. София посветен на 90 години от рождението на проф. Кирил Стефанов, получава плакета на Годишните фолклорни награди 90 години Кирил Стефанов за „Съхраняване и популяризиране на творчеството на Кирил Стефанов“.[9]